# نيمانيا بلبيجا
نيمانيا بلبيجا (بالصربية: Немања Билбија)‏ مواليد 2 نوفمبر 1990 في بانيا لوكا، جمهورية يوغوسلافيا الاشتراكية الاتحادية، هو لاعب كرة قدم بوسني يلعب مع زرينيسكي موستار كمهاجم. مثّل منتخب البوسنة والهرسك لكرة القدم.

## المسيرة الاحترافية

### أندية لعب لها
- نادي بوراتس بانيا لوكا
- نادي فويفودينا
- نادي ساراييفو
- نادي رادنيتشكي سبليت
- زرينيسكي موستار

## روابط خارجية
- نيمانيا بلبيجا على موقع الاتحاد الأوربي (الإنجليزية)
- نيمانيا بلبيجا على موقع دوري كوريا الجنوبية (الإنجليزية)
- نيمانيا بلبيجا على موقع قاعدة بيانات كرة القدم.إي يو (الإنجليزية)
- نيمانيا بلبيجا على موقع ناشيونال فوتبول تيمز (الإنجليزية)
- نيمانيا بلبيجا على موقع Soccerway.com (الإنجليزية)